# 梁見孟
梁見孟（？—1616年），字景哲，號醇宇，直隶保定府保定衛官籍安肃县人。明朝政治人物、進士出身。

## 生平
萬曆十六年（1588年）戊子科舉人，十七年（1589年）己丑科進士，大理寺觀政，十九年任湖廣德安府推官，执法明允，二十四年行取吏部文选主事，以清操著闻，不阿上官意，二十六年告病。二十七年调南曹武选，三十一年丁憂。三十二年起補兵部主事，升员外郎，三十四年升郎中，公略无愠色，仍直道而行，迁光禄寺丞。三十九年（1611年）八月，升通政使司右参议，四十年二月转左參議，本年升右通政。四十二年晉都察院右佥都御史，巡撫湖廣，有古大臣之风裁，四十四年卒于官，四十五年升九月贈右副都御史，賜祭葬，四十六年十二月赠兵部右侍郎。

## 家族
曾祖梁增，百户。祖父梁保。父梁宫，戊辰武進士，見任游击將軍。母李氏，誥封淑人。兄汝魁、東山、問孟（武舉、鎮撫）、聘孟（庚子舉人）。弟遇孟、繼孟、友孟、希孟。